# 6 Battery Road
6 Battery Road, anteriormente denominado  Standard Chartered Bank Building, es un rascacielos de gran altura localizado en el distrito empresarial de Singapur. Está situado en el número 6 de la calle Battery Road, en Raffles Place. La torre es adyacente al edificio del Banco de China y enfrente tiene el río Singapur. Es un edificio de oficinas, y oficinas compañías multinacionales. El complejo tiene una área de piso neta de 46,060 m² y se terminó de construir el 30 de junio de 2007, y tiene acceso directo a Raffles Place MRT Station.
En su conclusión, sea el edificio más grande para el Estándar Chartered Banco en todo el mundo y también representó la inversión sola más grande por una compañía británica. El edificio se terminó en 1999.

## Historia
6 Carretera de Batería estuvo diseñada por P & T Ingenieros & de Arquitectos Ltd y RSP Arquitectos Planners & los ingenieros Privados Limitados, y estuvo completado en 1984. Otras empresas implicaron en el desarrollo incluido CapitaLand el anuncio Limitó, Propiedades de Trébol Privadas Limitados, Hazama Gumi, CapitaLand Limitó, Encendiendo Sociedad de Diseño, Meinhardt (Singapur) Privado Limitado, y Sidley Madera de Brown & del Austin LLP.
El edificio era oficialmente abierto el 24 de octubre de 1984 por Barbero de Señor, entonces presidente del Estándar Chartered Grupo de Banco como el inquilino de ancla. El edificio 1.º, 20.º, 21.º, 43.º, y 44.os pisos experimentaron renovación, el cual estuvo completado en Marcha 2002.

## Arquitectura
6 Carretera de Batería tiene un baltic el granito marrón exterior, y es principalmente hecho fuera de concreto. A pesar del edificio siendo una inversión británica ,  sea feng-shui (chino geomancy) probó. Incluso la fecha de apertura estuvo escogida cuando sea un propitious día según el Almanaque chino.

## Amenidades
Dedicado con singularmente personalizó características, el magníficos lobby del edificio tiene contador de servicio del conserje, el sofá que sienta área, características de agua, y un negros-encendidos onyx pared. hay también 190 parque automovilístico espacios encima tres niveles de sótano.
|                                                                                          |
| 6 Battery Road (brown building on left) is in many photographs of the Singapore skyline. |